# 布雷特峰 (阿爾高阿爾卑斯山脈)

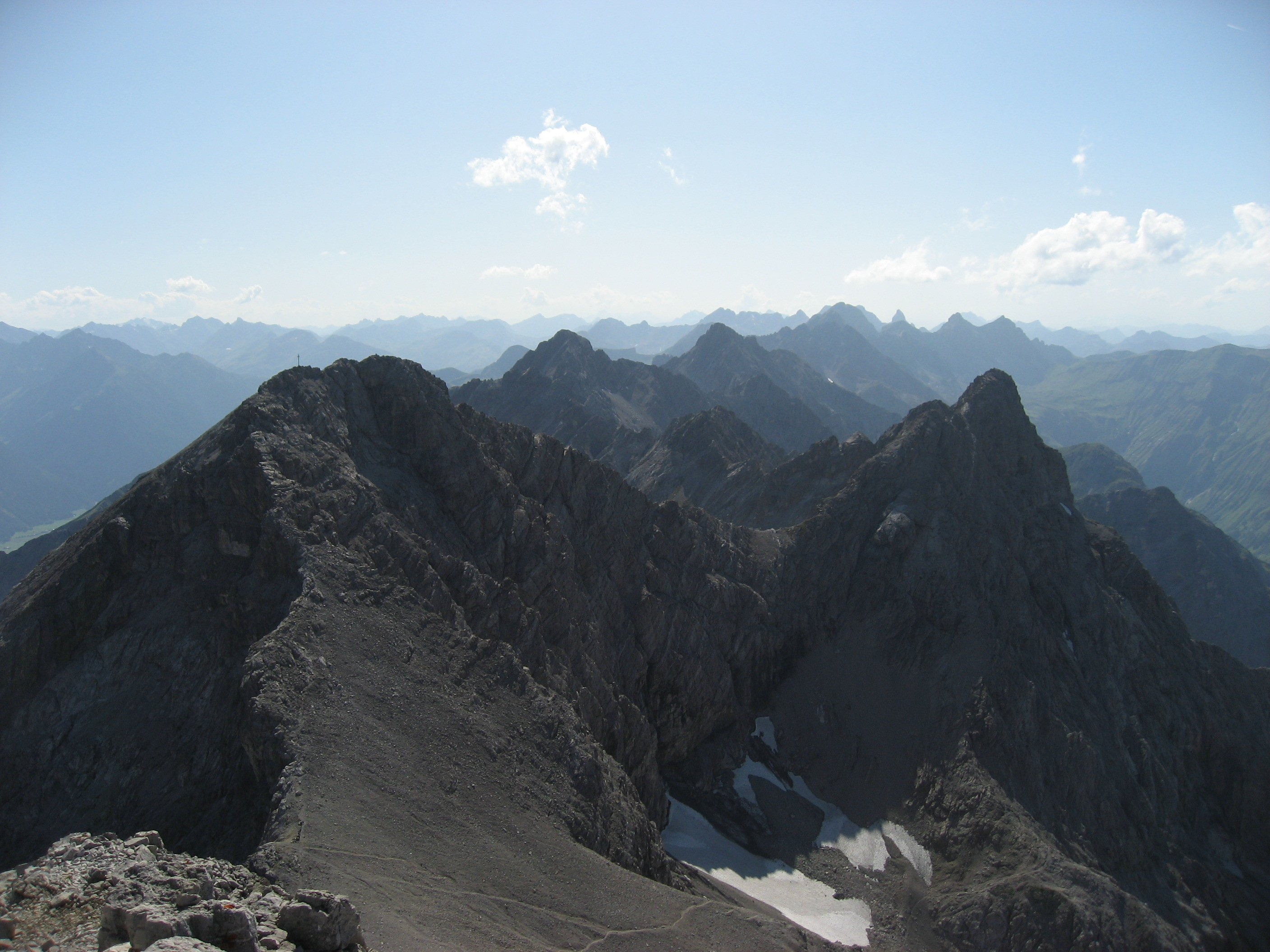

47°19′58″N 10°27′40″E / 47.33278°N 10.46111°E
布雷特峰（德語：Bretterspitze），是奧地利的山峰，位於該國西部，由蒂羅爾州負責管轄，屬於阿爾高阿爾卑斯山脈的一部分，距離烏爾貝萊斯卡峰0.7公里，海拔高度2,608米。